# Richard Jameson Morgan
Richard Jameson Morgan (Stati Uniti, 1852 – Stati Uniti, 1906) è stato un giornalista e scrittore statunitense.

## Biografia
Richard Jameson Morgan fu per diversi anni un editorialista per i giornali Sub-Peninsula Sun e per il St. Petersburg Times (in seguito noto come Tampa Bay Times) 
e un popolare conferenziere su argomenti scientifici, letterari ed economici. Fu richiesto come oratore principale alle lezioni del movimento Chautauqua.
Si dedico anche alla meccanica e perfezionò un macchinario per la stampa chiamato "New Century" il quale fu successivamente prodotto dalla Mugge-Morgan.
Nel 1902, il Florida Magazine pubblicò con puntate mensili il suo racconto di fantascienza The Iron Republic.
Il suo racconto è stato nuovamente pubblicato nel 2018 e nel 2023.